# Marinebefehlshaber Westfrankreich
Die Dienststelle Marinebefehlshaber Westfrankreich, ab Februar 1943 Kommandierender Admiral Atlantikküste, war eine Kommandobehörde der Kriegsmarine im Zweiten Weltkrieg.

## Geschichte
Nach der Kapitulation Frankreichs im Juni 1940 richtete die Kriegsmarine den Marinebefehlshaber Westfrankreich ein, der zunächst dem Kommandierenden Admiral Frankreich und ab November 1942 dem Marinegruppenkommando West unterstellt war. Er war für den Küstenabschnitt von der Loiremündung bis zur spanischen Grenze zuständig, wobei die Marineartilleriestellungen nördlich der Loiremündung dem angrenzenden Bereich des Marinebefehlshabers Bretagne unterstanden.
Für die Aufstellung der Dienststelle war zunächst kurzzeitig der bisherige Marinebefehlshaber Niederlande-Belgien, Konteradmiral Lothar von Arnauld de la Perière, mit seinem Stab vorgesehen. Nachdem er am 19. Mai 1940 seine Zuständigkeit für die Niederlande und Belgien an den Marinebefehlshabers in den Niederlanden übergeben hatte, verlegte der Stab zunächst nach Rouen, um den Bereich Westfrankreich zu übernehmen. Dieser Plan wurde revidiert, und der Stab übernahm die Aufgabe des Marinebefehlshabers Bretagne in Brest.
Bei einer weiteren Reorganisation der Kriegsmarine im besetzten Frankreich im Dezember 1940 wurde der Bereich des Marinebefehlshabers Bretagne aufgelöst, und er erhielt mit seinem Stab die neue Aufgabe als Marinebefehlshaber Westfrankreich mit Sitz in Royan. Der Bereich des Marinebefehlshabers Bretagne wurde aufgeteilt. Der Teil östlich von Cap Fréhel einschließlich Saint-Malo wurde dem Marinebefehlshaber Nordfrankreich zugeteilt, der Rest dem neuen Marinebefehlshaber Westfrankreich. Der bisherige Stab des Marinebefehlshabers Westfrankreich wurde aufgelöst. Das Stabsquartier verlegte mehrmals seinen Sitz, zunächst im März 1942 von Royan nach Nantes und im Frühjahr 1944 nach Erigné bei Angers. Nach der alliierten Landung in der Normandie wurde es im August kurzzeitig nach Royan zurückverlagert, bevor es in La Rochelle seinen endgültigen Sitz bis zum Kriegsende bezog.
Am 1. Februar 1943 erhielt der Marinebefehlshaber die neue Bezeichnung Kommandierender Admiral Atlantikküste. Im August 1944, nach der Verlegung des Stabsquartiers nach La Rochelle, wurde die Dienststelle zum Festungskommandanten La Rochelle umgewandelt und verblieb dort bis zum Kriegsende.

## Unterstellte Verbände und Einheiten
Während in der ersten Phase alle Verbände und Einheiten direkt dem Marinebefehlshaber unterstanden, wurde ab Dezember 1940 eine Organisation mit Seekommandanten als Zwischenebene geschaffen.

### Organisation Juni bis Dezember 1940
Folgende Stellen waren in diesem Zeitraum dem Marinebefehlshaber direkt unterstellt:
- Hafenschutzflottille Gironde (Pauillac), ab August 1940
- Hafenkommandant La Pallice – La Rochelle
- Hafenkommandant Bordeaux, ab August 1940
- Hafenkommandant Bayonne
- Hafenkapitäne u. a. in Arcachon, Royan, Les Sables d’Olonne, Rochefort, Saint-Jean-de-Luz
- Marineartillerieabteilung 282 (Vendée – Île de Ré): im Dezember 1940 als Marineartillerieabteilung Vendée in Île de Ré aus der 7. bis 9. Batterie der Marineartillerieabteilung 206 mit den Batterien La Couarde, St. Marie, Les Portes-de-Ré und Chassiron aufgestellt, ab 1941 endgültige Bezeichnung
- Marineartillerieabteilung 284 (Royan): im Dezember 1940 aus dem Stab, der 1. bis 3., der 5. und 6. Kompanie der Marineartillerieabteilung 206 mit den Batterien Terre Negre, La Cobre-Ost und -West, Soulac und Le Verdon aufgestellt, ab 1941 endgültige Bezeichnung
- Marineartillerieabteilung 286 (Biarritz/Bayonne/Saint-Jean-de-Luz): im Dezember 1940 aus der 4. und 10. Kompanie der Marineartillerieabteilung 206 mit den Batterien Adour-Nord und -Süd und Socoa-Nord und -Süd aufgestellt, ab 1941 endgültige Bezeichnung
- Marineausrüstungsstelle Rochefort
- Marineartilleriezeugamt Rochefort

### Organisation Dezember 1940 bis August 1944
Die wesentliche Organisationsänderung im Dezember 1940 bestand darin, dass im nunmehr erweiterten Befehlsbereich Westfrankreich Kommandanten der Seeverteidigung als Zwischenebene der Führung eingerichtet wurden. Damit unterstanden dem Marinebefehlshaber beziehungsweise dem Kommandierenden Admiral direkt:
- Kommandant der Seeverteidigung der Bretagne
- Kommandant der Seeverteidigung Loire-Gironde
- Kommandant der Seeverteidigung Gascogne
- Marinepionierverbindungsstab

## Weitere Marinedienststellen im Verantwortungsbereich

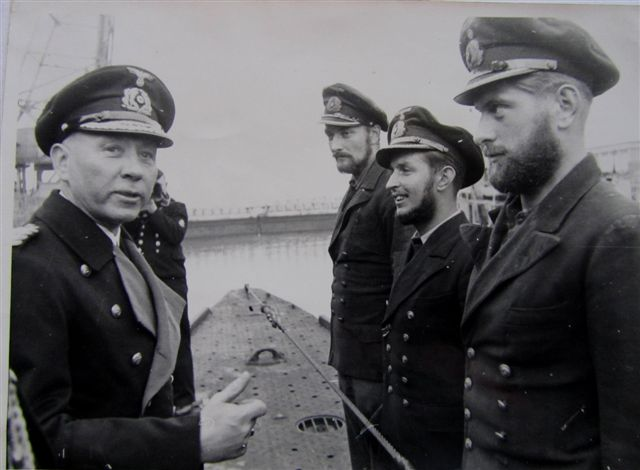
Der Marinebefehlshaber, Admiral Lindau, empfängt die eingelaufene Besatzung von U 129 in Lorient (1941)

Im Verantwortungsbereich des Marinebefehlshabers bzw. Kommandierenden Admirals lagen eine Anzahl von Marinedienststellen, die ihm jedoch nicht oder nur in Standortangelegenheiten und Fragen der Verteidigungsvorbereitung unterstanden. Dazu gehörten Kriegsmarinewerften und -arsenale, U-Boot-Stützpunkte, Marinelazarette und eine Anzahl weiterer administrativer Dienststellen.

## Marinebefehlshaber und Kommandierende Admirale
Folgende Offiziere hatten die Funktion des Marinebefehlshabers Westfrankreich bis Dezember 1940, dann aus dem Marinebefehlshaber Bretagne neu gebildet bzw. ab Februar 1943 Kommandierenden Admirals Atlantikküste inne:
- Kapitän zur See Robin Schall-Emden, Juni – Dezember 1940
- Vizeadmiral Lothar von Arnauld de la Perière, Dezember 1940 – Februar 1941, ehemaliger Marinebefehlshaber Bretagne
- Admiral Eugen Lindau, Februar 1941 – August 1942
- Admiral Johannes Bachmann, August 1942 – März 1943
- Vizeadmiral Ernst Schirlitz, März 1943 – Mai 1945 (ab August 1944 als Festungskommandant La Rochelle)

## Chefs des Stabes
- Fregattenkapitän Fritz Krauss: von der Aufstellung bis Dezember 1940
- Kapitän zur See Franz Bauer: von Dezember 1940 bis April 1943
- Fregattenkapitän Waldemar Haumann: von April 1943 bis Januar 1944
- Kapitän zur See Oskar Günther. von Januar 1944 bis August 1944

## Bekannte Personen der Dienststelle
- Korvettenkapitän Albrecht Schnarke: von Juli 1940 bis Dezember 1940 2. Admiralstabsoffizier